# Abdullah the Butcher
Lawrence Robert (Larry) Shreve (Windsor, 11 januari 1941), beter bekend als Abdullah the Butcher, is een Canadees half-gepensioneerd professioneel worstelaar.
Shreve staat bekend als een van de meest wrede "hardcore" profworstelaars aller tijden.

## In worstelen
- Finishers
  - Bottom rope splash
  - Jumping headbutt
  - Sudanese Meat Cleaver (Running pointed elbow drop to the throat)
- Signature moves
  - Diving double foot stomp
  - Dropkick
  - Throat thrust
- Kenemerkende objecten/wapens
  - Vork
  - Gebroken glas
- Managers

| - Paul Jones - Gary Hart - James J. Dillon - Jimmy Hart - Paul E. Dangerously - Paul Ellering - Skandor Akbar - Harley Race - The Sheik | - Adnan El Kassey - Gentleman Jim Holiday - Hugo Savinovich - The Grand Wizard - Eddie Creatchman - Chicky Starr - Rico Suave - Rip Rogers - Tully Blanchard | - Mike Rotunda - The Cuban Assassin - Frenchy Martin - Damien Kane - James Mitchell - Sir Dudley Clemens - "Honest" John Cheatum - Rock Hunter - The Great Mephisto |

## Erelijst
- All Japan Pro Wrestling
  - NWA International Tag Team Championship (1 keer met Ray Candy)
  - NWA United National Championship (1 keer)
  - PWF United States Heavyweight Championship (1 keer)
  - PWF World Heavyweight Championship (1 keer)
  - Champion's Carnival (1976, 1979)
  - January 4th Korakuen Hall Heavyweight Battle Royal Winner (2008)
- Big Japan Pro Wrestling
  - BJW Deathmatch Heavyweight Championship (1 keer)
- Central States Wrestling
  - NWA Central States Tag Team Championship (2 keer met Roger Kirby)
- Georgia Championship Wrestling
  - NWA Georgia Heavyweight Championship (1 keer)
  - NWA Georgia Television Championship (1 keer)
- International Wrestling Association
  - IWA International Heavyweight Championship (3 keer)
- Lutte Internationale (Montréal)
  - Canadian International Heavyweight Championship (1 keer)
- Midwest Wrestling Federation
  - MWWF Heavyweight Championship (2 keer)
- NWA All-Star Wrestling
  - NWA Canadian Tag Team Championship (2 keer; 1x met Dr. Jerry Graham en 1x met Armand Hussein)
  - NWA World Tag Team Championship (1 keer met Dr. Jerry Graham)
- NWA Detroit
  - NWA United States Heavyweight Championship (1 keer)
  - NWA World Tag Team Championship (Detroit version) (1 keer met Killer Tim Brooks)
- NWA New Zealand
  - NWA New Zealand British Commonwealth Championship (1 keer)
- NWA Southwest
  - NWA Texas Hardcore Championship (1 keer)
- National Wrestling Federation
  - NWF Heavyweight Championship (2 keer)
  - NWF International Championship (1 keer)
- Pro Wrestling Illustrated
  - PWI rangeerde hem #54 van de 500 beste singles worstelaars in de "PWI Years" in 2003
- Stampede Wrestling
  - NWA Canadian Heavyweight Championship (1 keer)
  - Stampede North American Heavyweight Championship (6 keer)
- Tokyo Pro Wrestling
  - TPW Tag Team Championship (1 keer met Benkei)
- World Class Wrestling Association
  - WCWA Brass Knuckles Championship (1 keer)
- World Wrestling Council
  - WWC Caribbean Heavyweight Championship (2 keer)
  - WWC Hardcore Championship (1 keer)
  - WWC North American Heavyweight Championship (2 keer)
  - WWC Puerto Rico Heavyweight Championship (3 keer)
  - WWC Universal Heavyweight Championship (3 keer)
  - WWC World Heavyweight Championship (1 keer)
- World Wrestling Entertainment
  - WWE Hall of Fame (Class of 2011)
- Wrestling Observer Newsletter awards
  - Wrestling Observer Newsletter Hall of Fame (Class of 1996)